# Грабова (Ченстоховський повіт)
Грабова (пол. Grabowa) — село в Польщі, у гміні Миканув Ченстоховського повіту Сілезького воєводства.
Населення — 300 осіб (2011).
У 1975-1998 роках село належало до Ченстоховського воєводства.

## Демографія
Демографічна структура станом на 31 березня 2011 року:
|          | Загалом | Допрацездатний вік | Працездатний вік | Постпрацездатний вік |
| -------- | ------- | ------------------ | ---------------- | -------------------- |
| Чоловіки | 140     | 32                 | 95               | 13                   |
| Жінки    | 160     | 36                 | 91               | 33                   |
| Разом    | 300     | 68                 | 186              | 46                   |